# Imidazolidina
La imidazolidina es un compuesto heterocíclico, formalmente derivado de la adición de cuatro átomos de hidrógeno al imidazol. El intermediario, que resulta de la adición de sólo dos átomos de hidrógeno, se denomina imidazolina (dihidroimidazol). La conexión de la imidazolidina con los compuestos relacionados se indica en la siguiente figura.
Formalmente, la remoción de los dos hidrógenos del carbono 2 del anillo (el que se encuentra entre los dos nitrógenos), conduce a la formación del carbeno llamado dihidroimidazol-2-ilideno. Los compuestos derivados de este último comprenden una importante clase de carbenos persistentes.
Las imidazolidinas no substituidas son compuestos inestables y tienen tendencia a descomponerse con rapidez. La primera síntesis de una imidazolidina no sustituida fue reportada en 1952.